# Maurice Rosy
Maurice Rosy (* 17. November 1927 in Fontaine-l’Évêque; † 23. Februar 2013 in Paris) war ein belgischer Comicautor.

## Leben und Werk
Im Jahr 1954 begann seine Laufbahn als Comictexter und „Ideengeber“ für das Verlagshaus Dupuis, wo er innerhalb von zwei Jahren zum künstlerischen Leiter des Magazins Spirou aufstieg. Gemeinsam mit dem Chef-Herausgeber Yvan Delporte war er wesentlich verantwortlich für den Erfolg des Magazins in den 1950er- und 1960er-Jahren. Anfang der 1970er-Jahre entschloss er sich, die Verantwortung für Spirou in jüngere Hände zu übergeben und verließ Dupuis, um in Paris eine neue Laufbahn als Werbetexter und -zeichner einzuschlagen. Während Rosys Leitungstätigkeit wurden unter anderem „Mini-Geschichten“ etabliert, zu denen er im Jahr 1959 mit dem ersten Szenario von  Jean Robas Boule et Bill beitrug. Zuvor war Rosy bereits Co-Autor der gemeinsam mit André Franquin verfassten Spirou-und-Fantasio-Abenteuer Champignons für den Diktator und Tiefschlaf für die ganze Stadt. Darüber hinaus war er Verfasser eines Abenteuers von Jerry Spring für Jijé. In Zusammenarbeit mit dem Zeichner Paul Deliège entstand der ewige Gefangene Bobo. Darüber hinaus schuf Rosy im Jahr 1967 den sprechenden Hund Attila, der von Derib gezeichnet wurde. Für die von Will gezeichnete Reihe Tif et Tondu schrieb Rosy zahlreiche Szenarien und erfand auch den Dauergegenspieler Choc (deutsch: Schock). Darüber hinaus schrieb er einige Episoden der von Bara gezeichneten Comic-Kurzgeschichten der Reihe Max l'Explorateur (deutsch Max; unter anderem erschienen in Zack). Er starb in seinem Haus in Paris im Februar 2013; seine Autobiographie, die er zum 75. Geburtstag von Spirou vorbereitete, wurde von Dupuis postum veröffentlicht.
Auf Deutsch sind von Rosy unter anderem diverse Attila-Abenteuer und unter den Titeln Gin & Fizz sowie Harry und Platte etliche Abenteuer von Tif et Tondu veröffentlicht worden.